# Time Will Fuse Its Worth
Time Will Fuse Its Worth to trzeci album długogrający zespołu Kylesa, wydany 31 października 2006, przez Prosthetic Records. Okładkę płyty wykonała Laura Pleasants. Album ukazał się też w wersji winylowej, nakładem 100 sztuk. Jest to pierwszy album z dwoma nowymi perkusistami, Jeffem Porterem i Carlem McGinleyem.

## Lista utworów
1. "Intro" – 0:34
2. "What Becomes an End" – 4:02
3. "Hollow Severer" – 4:12
4. "Where the Horizon Unfolds" – 4:53
5. "Between Silence and Sound" – 6:18
6. "Intermission" – 2:01
7. "Identity Defined" – 3:20
8. "Ignore Anger" – 5:17
9. "The Warning" – 6:26
10. "Outro" – 2:23

## Twórcy
- Corey Barhorst – gitara basowa, śpiew
- Phillip Cope – gitara, śpiew
- Laura Pleasants – gitara, śpiew
- Jeff Porter – perkusja
- Carl McGinley – perkusja